# Цзи Чуньмей
Цзи Чуньмей (нар. 14 лютого 1986) — колишня китайська тенісистка.
Найвищу одиночну позицію світового рейтингу — 352 місце досягла 10 травня 2010, парну — 61 місце — 12 травня 2008 року.
Здобула 1 парний титул.

## Фінали турнірів WTA

### Парний розряд: 2 (1–1)
| Легенда                 |
| ----------------------- |
| Турніри Великого шолома |
| Tier I                  |
| Tier II                 |
| Tier III, IV & V        |

| Фінали за покриттям |
| Тверде (1–0)        |
| Трава (0–0)         |
| Ґрунт (0–1)         |
| Килим (0–0)         |

| Результат | Ранг | Дата            | Турнір                                      | Покриття | Партнерка    | Суперниці                                  | Рахунок       |
| --------- | ---- | --------------- | ------------------------------------------- | -------- | ------------ | ------------------------------------------ | ------------- |
| Поразка   | 1.   | 13 травня 2007  | Prague Open, Чехія                          | Ґрунт    | Сунь Шеннань | Петра Цетковська Андреа Сестіні Главачкова | 6–7(7–9), 2–6 |
| Перемога  | 2.   | 16 вересня 2007 | Commonwealth Bank Tennis Classic, Індонезія | Тверде   | Сунь Шеннань | Джилл Крейбас Наталі Грандін               | 6–3, 6–2      |

## Фінали ITF
| турніри $100,000 |
| турніри $75,000  |
| турніри $50,000  |
| турніри $25,000  |
| турніри $10,000  |

### Одиночний розряд: 2 (2 поразки)
| Результат | Ранг | Дата           | Турнір              | Покриття | Суперниця | Рахунок       |
| --------- | ---- | -------------- | ------------------- | -------- | --------- | ------------- |
| Поразка   | 1.   | 13 лютого 2006 | ITF Шеньчжень, КНР  | Тверде   | Чжан Шуай | 1–6, 6–2, 1–6 |
| Поразка   | 2.   | 24 червня 2006 | ITF Нью-Делі, Індія | Тверде   | Жень Цзін | 0–6, 7–6, 4–6 |

### Парний розряд: 18 (10–8)
| Результат | Ранг | Дата              | Турнір                     | Покриття   | Партнерка    | Суперниці                            | Рахунок                |
| --------- | ---- | ----------------- | -------------------------- | ---------- | ------------ | ------------------------------------ | ---------------------- |
| Перемога  | 1.   | 4 квітня 2005     | ITF Ухань, КНР             | Тверде     | Юй Дань      | Аю Фані Дамаянті Септі Менде         | 6–2, 6–4               |
| Перемога  | 2.   | 20 лютого 2006    | ITF Шеньчжень, КНР         | Тверде     | Чень Яньчон  | Хао Цзє Лян Чень                     | 6–3, 6–0               |
| Перемога  | 3.   | 4 червня 2006     | ITF Тяньцзінь, КНР         | Тверде     | Сунь Шеннань | Чжань Цзіньвей Чень Ї                | 3–6, 7–6(9–7) , 6–1    |
| Поразка   | 4.   | 23 липня 2006     | ITF Чунцін, КНР            | Тверде     | Сунь Шеннань | Жень Цзін Чжан Шуай                  | 4–6, 3–6               |
| Поразка   | 5.   | 27 серпня 2006    | ITF Нанкін, КНР            | Тверде     | Сунь Шеннань | Чжуан Цзяжун Сє Яньцзе               | 1–6, 6–7(11–13)        |
| Перемога  | 6.   | 29 жовтня 2006    | ITF Пекін, КНР             | Тверде (i) | Сунь Шеннань | Марина Еракович Ракел Атаво          | 6–2, 6–2               |
| Перемога  | 7.   | 5 листопада 2006  | ITF Шанхай, КНР            | Тверде     | Сунь Шеннань | Акгуль Аманмурадова Ірода Туляганова | 6–4, 7–5               |
| Перемога  | 8.   | 14 жовтня 2007    | ITF Пекін, КНР             | Тверде     | Сунь Шеннань | Лян Чень Чжао Їцзін                  | 6–2, 6–3               |
| Перемога  | 9.   | 11 листопада 2007 | ITF Тайчжоу, КНР           | Тверде     | Сунь Шеннань | Хуан Лей Чжан Шуай                   | 7–6(7–5), 1–6, [13–11] |
| Поразка   | 10.  | 2 грудня 2007     | ITF Сямень, КНР            | Тверде     | Сунь Шеннань | Хань Сіньюнь Сюй Їфань               | 4–6, 5–7               |
| Перемога  | 11.  | 14 березня 2008   | ITF Нью-Делі, İndia        | Тверде     | Сунь Шеннань | Суніта Рао Орелі Веді                | 2–6, 6–2, [10–4]       |
| Поразка   | 12.  | 2 лютого 2009     | ITF Мілдьюра, Австралія    | Трава      | Хань Сіюнь   | Лу Цзінцзін Сунь Шеннань             | 7–6(7–2), 7–6(7–4)     |
| Перемога  | 13.  | 16 лютого 2009    | ITF Ґуанчжоу, КНР          | Тверде     | Лян Чень     | Хань Сіюнь Сунь Шеннань              | 6–7(7–9), 6–2, [10–3]  |
| Поразка   | 14.  | 2 березня 2009    | ITF Сідней, Австралія      | Тверде     | Хань Сіюнь   | Монік Адамчак Лізан дю Плессі        | 6–3, 7–5               |
| Поразка   | 15.  | 18 травня 2009    | ITF Інчхон, Південна Корея | Тверде     | Хань Сіюнь   | Лу Цзінцзін Сунь Шеннань             | 6–3, 7–5               |
| Поразка   | 16.  | 15 січня 2010     | ITF Пінго, КНР             | Тверде     | Лю Ваньтін   | Сюй Іфань Чжань Цзіньвей             | 3–6, 1–6               |
| Перемога  | 17.  | 21 лютого 2010    | ITF Серпрайз, США          | Тверде     | Сюй Іфань    | Крістіна Фусано Кортні Негл          | 5–7, 6–2, [10–5]       |
| Поразка   | 18.  | 2 серпня 2010     | ITF Пекін, КНР             | Тверде     | Лю Ваньтін   | Сунь Шеннань Чжан Шуай               | 6–4, 2–6, [5–10]       |